# 中国长寿之乡
中国长寿之乡是由中国老年学学会评选的一项称号。确定标准是：每10万人口中百岁老人达到3位。与当地的人均寿命无关。

## 名单
中国现在有19个长寿之乡：江苏如皋、湖北钟祥、广西巴马、四川乐山、辽宁辽阳兴隆村、新疆克拉玛依、广东连州、江苏太仓、湖南麻阳、广西永福、四川彭山、山东文登、海南澄迈、山东莱州、广东佛山三水区、上海崇明、广西东兴、福建寧德市柘榮縣、福建泉州市泉港區。2014年的报道，中国长寿之乡已达到55个。2016年10月的报道，已有76个地方获得中国长寿之乡称号，其中46个组成“中国长寿之乡绿色产业发展联盟”。

## 争议
历代中国政府均有将长寿老人做为政绩宣扬的政治传统，历史上长寿造假的事例娄见不鲜，长寿之乡的真实性受到质疑。由于评选的长寿之乡大部分位于中国经济欠发达地区，被认为与当地经济发展的客观条件有很大关系。

## 其它
联合国规定的长寿之乡的标准：每10万人中拥有百岁寿星7.5人，上述县市中江苏如皋、湖北钟祥、广西巴马达到这一标准。因此也有 “中国三大长寿之乡” 的说法。
目前，全世界有6个地方被国际自然医学会认定为长寿之乡，其中中国有三个。它们是：中国江苏如皋、中国广西巴马、中国新疆和田、巴基斯坦罕萨、外高加索地区、厄瓜多尔的比尔卡班巴。但国际自然医学会本身的资质受到质疑。铁木尔·达瓦买提任新疆维吾尔自治区主席期间，同意对新疆百岁老人情况进行调查。学者何炳济参与阿克苏市、温宿县的调查后，认为“新疆百岁老人较集中的地区，并不具备造就长寿的营养、医疗、环境卫生和其他经济文化等基本条件。不少百岁老人是由于记忆不准、没有严格的户籍管理和健全的人口档案，仅凭本人与村干部随意申报误成的。”

## 相关
- 中国十大寿星排行榜，中国老年学学会主办的排行榜